# Шварценбах, Аннемари
Аннемари́ Шварценба́х (нем. Annemarie Minna Renée Schwarzenbach; 23 мая 1908, Цюрих — 15 ноября 1942, Энгадин, Швейцария) — швейцарская писательница, журналистка, путешественница и фотограф.

## Биография
Родилась в 1908 году в Цюрихе в богатой аристократической семье Шварценбах-Вилле. Её отец, фабрикант Альфред Эмиль Шварценбах, занимался производством шёлковых тканей и был одним из крупнейших поставщиков шёлка в мире. Мать Аннемари, Рене Шварценбах-Вилле, была дочерью генерала Ульриха Вилле и графини Клары фон Бисмарк и приходилась родной внучкой графу Фридриху Вильгельму фон Бисмарку. Семья Вилле-фон Бисмарк была хорошо знакома со многими немецкими и швейцарскими интеллектуалами, в частности, их дом часто навещали Конрад Фердинанд Мейер, Готфрид Келлер, Ференц Лист, Арнольд Бёклин, Теодор Моммзен и Рихард Вагнер.
Обучалась в частном пансионате для девочек, затем в высшей женской школе курорта Фетан. В 1927 году поступила на исторический факультет Цюрихского университета. В 1928 году вместе со своей кузиной отправилась на год в Сорбонну, где она посещала лекции по истории, философии и психологии. Осенью 1929 года возвратилась в Цюрих и в 1931 окончила учёбу в университете защитой диссертации под названием «История Верхнего Энгадина в Средние века и в начале Нового времени», став первой женщиной с учёной степенью в роду Шварценбах-Вилле. В это же время она опубликовала свои первые журналистские статьи и начала заниматься литературным творчеством, написав свой первый роман «Друзья Бернгарда».
После окончания университета отправилась в Германию: сначала в Мюнхен, где познакомилась с Эрикой Манн и её братом Клаусом, детьми всемирно известного писателя Томаса Манна; затем — в Берлин, где вместе с новыми друзьями с головой окунается в богемную жизнь начала 30-х годов.
В 1933 году вместе с Эрикой Манн участвовала в создании и развитии антинацистского кабаре «Перечная мельница». После ссоры с матерью уехала в качестве журналиста в своё первое путешествие, через Испанию и Россию — в Персию.
В 1935 в Иране вышла замуж за французского дипломата гомосексуальной ориентации Клода-Ахилла Кларака. Получив дипломатический паспорт, стала совершать заграничные путешествия. По возвращении из путешествий публиковала свои путевые заметки и фотографии в оппозиционных немецких журналах, а затем стала бороться со своей усиливающейся зависимостью от морфия. Проходила длительное лечение в реабилитационной клинике в Альпах, где закончила роман «Счастливая долина».
В мае 1939 года, находясь в реабилитационной клинике два года Аннемари Шварценбах узнала о том, что известная швейцарская путешественница, этнолог и антрополог Элла Майяр планирует поездку на Ближний Восток. Написала ей письмо, в котором предложила свой автомобиль «Ford» и себя в качестве водителя и компаньонки в этом путешествии. Получив согласие от Эллы Майяр, она через месяц вместе с ней она отправилась из Цюриха с намерением через Стамбул, Трабзон и Тегеран попасть в столицу Афганистана Кабул и далее — в Индию.
По прибытии в Тегеран, они попали на дипломатический приём, где Аннемари влюбилась в смертельно больную туберкулёзом дочь турецкого посла. Через несколько дней девушка умерла, и Аннемари ушла в наркотическое забвение (этой истории посвящена книга «Смерть в Персии»). Когда в Тегеран пришло известие о начале Второй мировой войны, Элла оставила заболевшую пневмонией Аннемари у Клода-Ахилла Кларака и уехала дальше в путешествие одна.
После возвращения в Швейцарию занималась журналистикой, публикуя фоторепортажи и очерки о последствиях нацистской политики в Чехии и Австрии.
Скончалась 15 ноября 1942 года после того, как упав с велосипеда, получила серьёзную черепно-мозговую травму.

## Произведения
- Смерть в Персии. М., Ad Marginem, 2023
- Письма к Эрике Манн.

Большинство произведений Аннемари Шварценбах не переведены на русский язык, поэтому они перечислены здесь на языке оригинала (немецкий):
- Bibliographie der Schriften Annemarie Schwarzenbachs (auch ihrer nicht selbstständig erschienenen Texte) in: Walter Fähnders, Sabine Rohlf (Hrsg.): Annemarie Schwarzenbach. Analysen und Erstdrucke. Mit einer Schwarzenbach-Bibliographie. Aisthesis, Bielefeld 2005, ISBN 3-89528-452-1.
- Das glückliche Tal. mit einer Biographie der Autorin von Charles Linsmayer. (=Reprinted by Huber Nr. 1). 6. Auflage. Huber Verlag, Frauenfeld 2001, ISBN 3-7193-0982-7.
- Lyrische Novelle. Neuauflage. Lenos, Basel 1993, ISBN 3-85787-614-X.
- Bei diesem Regen. Neuauflage. Lenos, Basel 1989, ISBN 3-85787-182-2.
- Jenseits von New York. Neuauflage. Lenos, Basel 1992, ISBN 3-85787-216-0.
- Freunde um Bernhard. Neuauflage. Lenos, Basel 1998, ISBN 3-85787-648-4.
- Tod in Persien. Neuauflage. Lenos, Basel 2003, ISBN 3-85787-675-1.
- Auf der Schattenseite. Neuauflage. Lenos, Basel 1995, ISBN 3-85787-241-1.
- Flucht nach oben. Neuauflage. Lenos, Basel 1999, ISBN 3-85787-280-2.
- Alle Wege sind offen. Neuauflage. Lenos, Basel 2000, ISBN 3-85787-309-4.
- Winter in Vorderasien. Neuauflage. Lenos, Basel 2002, ISBN 3-85787-668-9.
- Kongo-Ufer / Aus Tetouan. Erstdruck aus dem Nachlass. Esperluète Editions, Noville-sur-Mehaigne 2005, ISBN 2-930223-64-2.
- Lorenz Saladin: Ein Leben für die Berge. herausgegeben von Robert Steiner und Emil Zopfi. Neuauflage. Lenos, Basel 2007, ISBN 978-3-85787-385-0.
- Pariser Novelle. Erstdruck aus dem Nachlass, herausgegeben von Walter Fähnders. In: Jahrbuch zur Kultur und Literatur der Weimarer Republik. Band 8, 2003, S. 11-35.
- mit Ella K. Maillart und Nicolas Bouvier: Unsterbliches Blau. Neuauflage. Scheidegger & Spiess, Zürich 2003, ISBN 3-85881-148-3.
- «Wir werden es schon zuwege bringen, das Leben.» Annemarie Schwarzenbach an Klaus und Erika Mann, Briefe 1930—1942. Centaurus, Pfaffenweiler 1993, ISBN 3-89085-681-0.
- Eine Frau zu sehen. Erstdruck aus dem Nachlass. Kein & Aber, Zürich 2008, ISBN 978-3-0369-5523-0.
- Vor Weihnachten. [1933]. Erstdruck aus dem Nachlass. In: Wolfgang Klein u.a. (Hrsg.): Dazwischen. Reisen — Metropolen — Avantgarden. Aisthesis, Bielefeld 2009, ISBN 978-3-89528-731-2, S. 69-79.
- Orientreisen. Reportagen aus der Fremde. Herausgegeben und mit einem Nachwort von Walter Fähnders. 2. Auflage. Edition Ebersbach, Berlin 2011, ISBN 978-3-86915-019-2.
- mit Hans-Rudolf Schmid: Schweiz (Ost und Süd) — Was nicht im «Baedeker» steht, Bd. XV. Piper Verlag, München 1932.
- mit Hans-Rudolf Schmid: Schweiz (Nord und West) — Was nicht im «Baedeker» steht, Bd. XVI. Piper Verlag, München 1933.
- Das Wunder des Baums. Roman. Aus dem Nachlass herausgegeben und mit einem Nachwort von Sofie Decock, Walter Fähnders und Uta Schaffers. Chronos, Zürich 2011, ISBN 978-3-0340-1063-4.
- Afrikanische Schriften. Reportagen — Lyrik — Autobiographisches. Mit dem Erstdruck von «Marc». Hrsg. von Sofie Decock, Walter Fähnders und Uta Schaffers. Chronos, Zürich 2012, ISBN 978-3-0340-1141-9.

## Экранизации
2001 -«Путешествие в Кафиристан» («Die Reise nach Kafiristan»), реж. Фоско и Донателло Дубини. В основу сценария легли путевые заметки Эллы Майяр «Полное приключений путешествие в Иран и Афганистан» («Auf abenteuerlicher Fahrt durch Iran und Afghanistan») и книга Аннемари Шварценбах «Все пути открыты. Путешествие в Афганистан». В главных ролях снялись Жанетт Хайн и Нина Петри.
2015 — «Я Аннемари Шварценбах» («Je suis Annemarie Schwarzenbach»), документально-биографический фильм. В главной роли Джулия Пераццини.